# 胡主席指揮我們向前進
《胡主席指揮我們向前進》是中国人民解放军一首军旅歌曲，由王磊作词，並與成安新一同作曲，由杨跃演唱、刘旭插畫。此曲创作于2007年10月左右，作為解放军官兵献给中共十七大的赞歌、用意歌颂时任中共中央总书记、中共中央军委主席胡锦涛，强调以科学发展观指引統一祖國重任和党指挥枪的核心精神。